# Рінго (спорт)
Рінго — це мережевий вид спорту, який походить із Польщі. У грі між двома командами (від однієї до трьох осіб) на майданчику, розмір якого нагадує волейбольний м’яч, гравці кидають гумове кільце, намагаючись приземлити його на половину майданчика іншої команди.
Ця гра бере участь у регіональних та національних змаганнях у Польщі та польською діаспорою на Всесвітніх літніх іграх Полонії, що проводяться раз на два роки.

## Історія
Гру винайшов у 1959 році польський фехтувальник і журналіст Влодзімєж Стржижевський. Рінго був представлений широкій публіці під час літніх Олімпійських ігор 1968 року. Перший чемпіонат Польщі відбувся в 1973 році. Лише в 1989 році була заснована Польська федерація Рінго, а через чотири роки – міжнародна федерація. Особливо популярний у Польщі, Ringo відомий у всій Європі та серед польської діаспори.

## Корт і обладнання

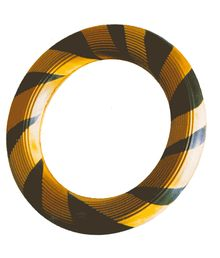
Кільце Рінго.

Поле для футволею зазвичай має прямокутну форму розмірами 18 метрів у довжину і 9 метрів у ширину, що підходить для ігор із командами з 2 або 3 гравців. Сітка, яка використовується, має ширину не менше 1 сантиметра і натягнута на висоті 243 сантиметри.
Однак ці параметри можуть варіюватися залежно від вікової категорії учасників та типу гри. 
Кільце виготовлено з гуми, важить від 160 до 165 грамів (5,8 унція) і має діаметр 17 сантиметрів (6,7 дюйм).